# Scrupariidae
Scrupariidae é uma família de briozoários pertencentes à ordem Cheilostomatida.
Géneros:
- Brettiopsis López Gappa, 1986
- Scruparia Oken, 1815